# Джафура (месторождение)
Джафура — газовое месторождение (бассейн) сланцевого газа на востоке Саудовской Аравии.

## Геологическая информация
Бассейн эллиптической формы расположен к востоку от крупнейшего нефтяного месторождения мира Гавар, вытянут с севера на юг на 170 км и имеет ширину до сотни километров. Наибольший интерес в бассейне вызывает формация Тувейк-Маунтин (Tuwaiq Mountain), залегающая на глубине около 2 км и содержащая богатые органическим материалом углистые сланцы. Определённый потенциал также имеют расположенные выше формации Ханифа и Джубайла. Все они сформировались в юрский период в условиях внутришельфового бассейна на окраине океана Неотетис.
Тувейк-Маунтин имеет пористость от 5 % до 12 % и очень низкую проницаемость. Однако, несмотря на последнее, именно миграция углеводородов из Тувейк-Маунтин (и Ханифа) в восходящем направлении к ловушке в формации Араб привела к формированию упомянутого выше Гавара.
Газ бассейна богат гомологами метана (сжиженные углеводородные газы и конденсат), что крайне важно для рентабельной разработки ресурсов Джафуры.

## Запасы
Извлекаемые ресурсы бассейна в настоящее время оцениваются от 1,2 до 4,3 трлн м3 газа и от 0,9 до 8,3 млрд баррелей конденсата.
Компания Saudi Aramco сообщила, что ожидает получить из Джафуры свыше 5 трлн м3 за период разработки, который продлится от 50 до 100 лет. При этом проект разработки предусматривает выход к 2030 году на суточный уровень в 57 млн м3 товарного газа, почти 12 млн м3 этана и 630 тысяч баррелей других СУГ и конденсата.

## Разработка
Разработку бассейна планируется вести с использованием технологии многостадийного гидроразрыва в скважинах с горизонтальными участками.
В конце 2010-х годов реализован проект пробной эксплуатации, который включал прокладку 310 км внутрипромысловых трубопроводов диаметром 114 мм и трубопровода длиной 68 км к расположенному западнее месторождению Гермаллия (Hermalliyah), которое, в свою очередь, уже подключено к газоперерабатывающему заводу Гавия.
В 2021 году проведён тендер на работы по первому этапу полномасштабной разработки Джафуры. При этом были распределены контракты общей стоимостью около 10 млрд долларов США, включая строительство газоперерабатывающего завода Джафура и прокладку около 1500 км внутрипромысловых и экспортных трубопроводов.
В 2023 году завершён тендер на работы второго этапа, которые в совокупности будут стоить около 10 млрд долларов США и предусматривают строительство второй очереди ГПЗ Джафура и установки фракционирования Рияс.
Запуск первой очереди запланирован на 2025 год, второй — на 2027 год.